# Voltametro di Hofmann

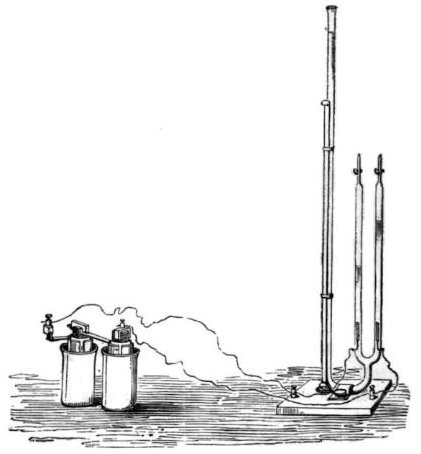
Disegno dell'apparato dal libro di Hofmann del 1866.

Il voltametro di Hofmann è un apparecchio per elettrolizzare l'acqua inventato da August Wilhelm von Hofmann (1818–1892). Consiste in 3 cilindri verticali uniti, solitamente in vetro. Il cilindro centrale è aperto in cima per permettere l'aggiunta di acqua e un composto ionico per migliorarne la conduttività, come piccole quantità di acido solforico. Un elettrodo in platino viene messo sul fondo di ognuno dei cilindri esterni, connesso con i terminali positivi e negativi di una sorgente elettrica. Quando viene fatta scorrere una corrente attraverso il voltametro di Hofmann, si forma ossigeno gassoso all'anodo e idrogeno gassoso al catodo. Ogni gas lascia l'acqua e si raccoglie in cima ai due tubi esterni.
La presenza di gas nel tubo di raccolta si può rilevare con un fiammifero o "scheggia di legno ardente"; l'ossigeno farà immediatamente erompere la fiamma del fiammifero facendola diventare di un bianco luminoso e bruciare vigorosamente, mentre la presenza di gas di idrogeno farà bruciare il fiammifero appena un poco più brillantemente.

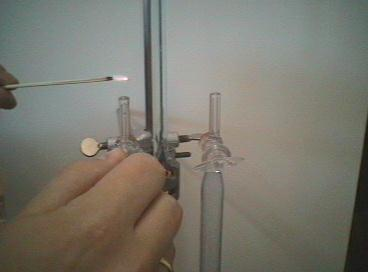
Un bastoncino incandescente di legno, messo sul tubo di raccolta di Hofmann per controllare se è presente l'ossigeno.
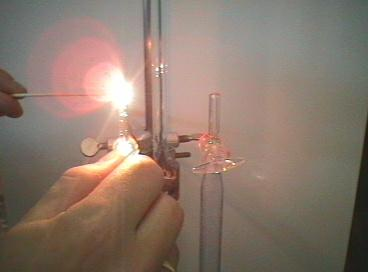
Un tizzone ardente molto brillante, che indica la presenza di ossigeno nel tubo di raccolta.

Il nome 'voltametro' è un pezzo di storia - i voltametri non sono più usati come strumenti di misura. Tuttavia, prima dell'invenzione dell'amperometro, i voltametri erano spesso usati per misurare la corrente continua, siccome la corrente che scorre in un voltametro con elettrodi in ferro o rame galvanizza il catodo con una quantità di metallo dall'anodo direttamente proporzionale alla corrente totale (Leggi di Faraday sull'elettrolisi). Il nome moderno è "coulometro elettrochimico"
La quantità di elettricità che è passata attraverso il sistema può venire quindi determinata pesando il catodo. Thomas Alva Edison usò i voltametri per misurare l'elettricità (Un voltametro di Hofmann non può essere usato per pesare la corrente elettrica in questo modo, poiché gli elettrodi in platino sono troppo inerti per la placcatura). Un voltametro di Hofmann viene spesso usato per la dimostrazione dei principi stechiometrici, perché il rapporto due a uno dei volumi di gas di idrogeno e ossigeno prodotti dall'apparato dimostra la formula chimica dell'acqua, {\displaystyle H_{2}O}.